# Bislett Games 2017
I Bislett Games 2017 sono stati la 50ª edizione dell'annuale meeting di atletica leggera denominato Bislett Games, che ha luogo al Bislett Stadion di Oslo, il 15 giugno 2017. Il meeting è stato anche la quinta tappa del più prestigioso circuito di atletica leggera al mondo IAAF Diamond League 2017.

## Programma
| # | Orario | Specialità         |
| - | ------ | ------------------ |
| 1 | 19:57  | Lancio del disco   |
| 2 | 20:03  | 400 metri          |
| 3 | 20:12  | Salto in alto      |
| 4 | 21:03  | 100 metri          |
| 5 | 21:25  | 400 metri ostacoli |
| 6 | 21:50  | 1500 metri         |

| # | Orario | Specialità         |
| - | ------ | ------------------ |
| 1 | 18:15  | Salto con l'asta   |
| 2 | 19:57  | Lancio del disco   |
| 3 | 20:17  | 100 metri ostacoli |
| 4 | 20:20  | Salto in lungo     |
| 5 | 20:45  | 3000 metri siepi   |
| 6 | 21:10  | 800 metri          |
| 7 | 21:40  | 200 metri          |

     Specialità valide per la Diamond League

### Uomini
| Specialità       |                    | Prestazione | 2º classificato      | Prestazione | 3º classificato    | Prestazione |
| 100 m            | Andre De Grasse    | 10"01       | Chijindu Ujah        | 10"02       | Ben Youssef Meïté  | 10"03       |
| 400 m            | Baboloki Thebe     | 44"95       | Matthew Hudson-Smith | 45"16       | Pavel Maslák       | 45"52       |
| 1500 m           | Jake Wightman      | 3'34"17     | Elijah Manangoi      | 3'34"30     | Marcin Lewandowski | 3'34"60     |
| 400 m ostacoli   | Karsten Warholm    | 48"25       | Yasmani Copello      | 48"44       | Thomas Barr        | 48"95       |
| Salto in alto    | Mutaz Essa Barshim | 2.38 m      | Bohdan Bondarenko    | 2.29 m      | Derek Drouin       | 2.25 m      |
| Lancio del disco | Daniel Ståhl       | 68.06 m     | Fedrick Dacres       | 67.10 m     | Philip Milanov     | 66.39 m     |

     Prestazione che stabilisce il nuovo record del meeting.

### Donne
| Specialità       |                   | Prestazione | 2º classificato    | Prestazione | 3º classificato   | Prestazione |
| 200 m            | Dafne Schippers   | 22"31       | Murielle Ahouré    | 22"74       | Simone Facey      | 22"77       |
| 800 m            | Caster Semenya    | 1'57"59     | Francine Niyonsaba | 1'58"18     | Margaret Wambui   | 1'59"17     |
| 3000 m siepi     | Norah Jeruto      | 9'17"27     | Sofia Assefa       | 9'17"34     | Fabienne Schlumpf | 9'21"65     |
| 100 m ostacoli   | Pamela Dutkiewicz | 12"73       | Kristi Castlin     | 12"75       | Isabelle Pedersen | 12"75       |
| Salto con l'asta | Yarisley Silva    | 4.81 m      | Anželika Sidorova  | 4.75 m      | Lisa Ryzih        | 4.65 m      |
| Salto in lungo   | Tianna Bartoletta | 6.79 m      | Dar'ja Klišina     | 6.75 m      | Claudia Rath      | 6.63 m      |
| Lancio del disco | Sandra Perković   | 66.79 m     | Yaimé Pérez        | 66.24 m     | Denia Caballero   | 63.29 m     |